# Gonzalo García Vivanco
Gonzalo García Vivanco (Guadalajara, Jalisco; 25 de diciembre de 1981) es un actor y modelo mexicano. Conocido por su participación en la serie Soy tu fan, así como por haber antagonizado la telenovela Relaciones peligrosas y reconocido por su participación en la telenovela La patrona donde interpretó a Lucho Vampa. También protagonizó Tierra de reyes, donde interpretó a Flavio Gallardo, uno de los tres hermanos protagonistas.

## Biografía
Gonzalo García Vivanco nació en Guadalajara, Jalisco. Tiene tres hermanos, Juan Cristóbal, Pablo Ignacio, Marcos y una hermana llamada Natalia. Cuando tenía 10 años se fue a vivir a Sevilla, España, luego de un año volvió a Guadalajara donde pasaría su niñez. Estudió en el Liceo del Valle donde tomo la materia opcional de Teatro, la cual haría que le llamara la atención estudiar actuación.
En una entrevista contó que le conmovió que una niña pequeña actuó muy bien y todavía seguimos buscando.

## Trayectoria
A la edad de 19 años, García Vivanco estudió por tres años en el Centro de Estudios y Formación Actoral (CEFAC) de Televisión Azteca, para posteriormente participar en algunas producciones de esa misma televisora, tal sería el caso de las telenovelas Las Juanas, Soñarás y Un nuevo amor. Posteriormente estudió en la escuela de teatro CasAzul y después decidió irse a Madrid, España por tres años para continuar con sus estudios de actuación. Durante su estancia en España, visitó varios países europeos, teniendo que trabajar como mesero, en relaciones públicas y como modelo, con la finalidad de poder costear sus viajes. Es reconocido por su participación en la telenovela La patrona donde interpretó a Lucho Vampa. 
En 2014 protagonizó la telenovela Tierra de reyes junto a Kimberly Dos Ramos, Aarón Díaz, Ana Lorena Sánchez, Christian de la Campa y Scarlet Gruber y Daniela Navarro con quien iniciaría una relación en 2015.
En 2017, regresa a TV Azteca para protagonizar Las malcriadas con Sara Maldonado y Rebecca Jones.

## Televisión
| Año       | Título                              | Personaje                                           |
| --------- | ----------------------------------- | --------------------------------------------------- |
| 2003      | Un nuevo amor                       | Pablo de La Vega Montoya                            |
| 2004      | Soñáras                             | Pablo Bernal Bustamante                             |
| 2004-2005 | Las Juanas                          | Juan Ignacio Ruíz                                   |
| 2009      | Verano de amor                      | Mauro Villalba Duarte                               |
| 2010-2012 | Soy tu fan                          | Diego García                                        |
| 2010-2011 | Ojo por ojo                         | Arcángel Barragán                                   |
| 2012      | Relaciones peligrosas               | Juan Pablo Reyes "JP"/ Daniel Arámbula/Gael Sánchez |
| 2013      | La patrona                          | Luis "Lucho" Vampa                                  |
| 2014      | Los miserables                      | Pedro Morales                                       |
| 2014-2015 | Tierra de Reyes                     | Flavio Rey Gallardo León                            |
| 2017      | El César                            | Sebastián Gallardo "Bebé Gallardo"                  |
| 2017-2018 | Las Malcriadas                      | Diego Mendoza Puga                                  |
| 2019      | Cuna de lobos                       | José Carlos Larios Creel                            |
| 2019-2020 | El Dragón                           | Roberto Garza Perdomo                               |
| 2020-2021 | De brutas, nada                     | Eduardo Cárdenas                                    |
| 2021      | La desalmada                        | Rigoberto Murillo                                   |
| 2022      | Corazón guerrero                    | Jesús Sánchez                                       |
| 2023-2024 | Golpe de suerte                     | Tadeo Martínez                                      |
| 2023      | Amor en Navidad: Novios por Navidad | Camilo                                              |
| 2024      | Lalola                              | Facundo                                             |
| 2024      | Un buen divorcio                    | Carlos Ayamonte                                     |

### Teatro
| Año  | Obra                 |
| ---- | -------------------- |
| 2008 | La lámpara verde     |
| 2008 | Trainspotting        |
| 2016 | Chico conoce a chica |

### Videos musicales
| Año     | Personaje | Título                           |
| ------- | --------- | -------------------------------- |
| ¡Corre! | Eduardo   | Videoclip musical de Jesse & Joy |

## Premios y nominaciones
| Año  | Premiación                | Categoría                                   | Telenovela            | Resultado |
| ---- | ------------------------- | ------------------------------------------- | --------------------- | --------- |
| 2009 | Premios People en Español | Mejor Actor                                 | Verano de amor        | Ganador   |
| 2010 | Premios TVyNovelas        | Mejor Actor Joven                           | Verano de amor        | Nominado  |
| 2012 | Premios Tu Mundo          | El Malo Más Bueno                           | Relaciones peligrosas | Ganador   |
| 2012 | Premios People en Español | Mejor Villano                               | Relaciones peligrosas | Ganador   |
| 2013 | Miami Life Awards         | Mejor Actor Villano de Telenovela           | Relaciones peligrosas | Ganador   |
| 2013 | Premios Tu Mundo          | Mejor Actor de Reparto                      | La patrona            | Ganador   |
| 2015 | Premios Tu Mundo          | Protagonista Favorito, novela               | Tierra de reyes       | Ganador   |
| 2015 | Premios Tu Mundo          | La pareja perfecta (con Kimberly Dos Ramos) | Tierra de reyes       | Ganador   |
| 2015 | Premios Tu Mundo          | Soy sexy and I know it                      | Tierra de reyes       | Ganador   |